# Famiglia 1

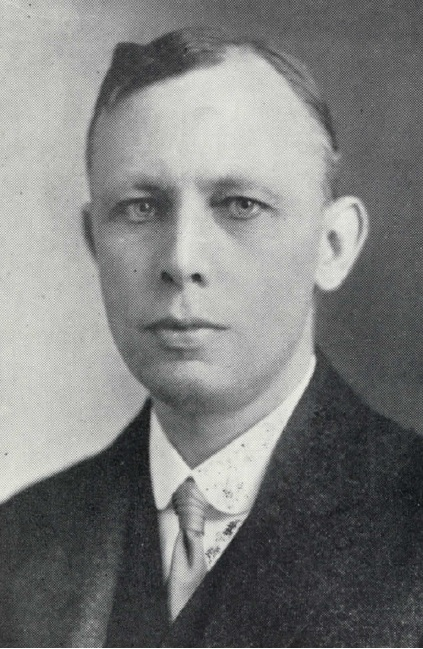
Kirsopp Lake c. 1914

La Famiglia 1 (f1; sistema von Soden: Ih), anche nota come Gruppo Lake, è un gruppo di manoscritti del Nuovo Testamento in lingua greca, composti tra il XII e il XV secolo. Il gruppo prende il nome dal manoscritto minuscolo Codex 1, oggi alla Biblioteca universitaria di Basilea. Kurt Aland ha inserito questa famiglia nella Categoria III per quanto riguarda i vangeli e nella Categoria V per il resto del testo.

## Storia
La Famiglia 1 fu scoperta nel 1902, quando Kirsopp Lake (1872–1946) pubblicò Codex 1 of the Gospels and its Allies (118, 131, 209), stabilendo l'esistenza di una nuova famiglia testuale. Questo gruppo di manoscritti era basato su quattro minuscoli: Minuscolo 1, Minuscolo 118, Minuscolo 131, Minuscolo 209; successivamente la famiglia ha incluso anche i manoscritti Minuscolo 205, 205abs, Minuscolo 872 (solo per il Vangelo secondo Marco), Minuscolo 884 (in parte), Minuscolo 1582, Minuscolo 2193 e Minuscolo 2542.

## Caratteristiche testuali
La caratteristica principale del Gruppo Lake è che questi manoscritti collocano la Pericope dell'adultera, normalmente collocata in Vangelo secondo Giovanni 7:53-8:11, dopo il versetto 21:25 dello stesso vangelo.
I manoscritti di questa famiglia includono il finale lungo di Marco, ma i manoscritti 1 e 1582 includono anche uno scolio che ne mette in dubbio l'autenticità: Εν τισι μεν των αντιγραφων εως ωδε πληρουται ο ευαγγελιστης εως ου και Ευσεβιος ο Παμφιλου εκανονισεν εν πολλοις δε και ταυτα φερεται («In alcune copie l'evangelista è completato fino a questo punto, fino al quale anche Eusebio Pamphili fece i suoi canoni. Ma in molti si trovano anche questi [versetti]»).
In Marco 6:51, la parola εξίσταντο è mutata in εξεπλήσσοντο a differenza di tutti gli altri manoscritti.
Burnett Hillman Streeter, lavorando sui dati forniti da Lake, propose che la Famiglia 1, insieme al Codex Koridethi (Θ), alla Famiglia 13, ai minuscoli 28, 565, 700, e alle versioni armena e georgiana, fossero i resti di quello che chiamò il tipo testuale cesariense, che differisce in diversi punti dai tipi testuali alessandrino, bizantino e occidentale.
Amy Anderson ha proposto una nuova ricostruzione dell'albero delle dipendenze tra i manoscritti della famiglia, mostrando che made Minuscolo 1582 è più vicino al testo dell'archetipo di Minuscolo 1.
All'interno della famiglia, ci sono tre manoscritti copiati l'uno dall'altro:
209
  ↓
205
  ↓
205abs

## Relazione col Textus Receptus
Una comparazione dei testi dei quattro manoscritti di Lake con il testo di Stephanus mostra che le sezioni che includono Matteo 1-10, Matteo 22 - Marco 14, Luca 4-23, e Giovanni 1-13 e 18 presentano nel codice 1 2243 varianti rispetto al Textus receptus, 1731 delle quali sono presenti nei codici 118 e 209, e altre 214 in 209 ma non in 118.
In maniera simile, le sezioni che includono Marco 1-5 e Luca 1-24 presentano nel codice 1 1188 varianti rispetto al testo di Stephanus, 804 delle quali presenti in 131, che altrimenti segue da vicino il Textus receptus.